# Domaha, Pavlohrad
Domaha (în ucraineană Домаха) este un sat în comuna Mejîrici din raionul Pavlohrad, regiunea Dnipropetrovsk, Ucraina.

## Demografie
Componența lingvistică a localității Domaha
     Ucraineană (89,16%)
     Rusă (10,84%)
Conform recensământului din 2001, majoritatea populației localității Domaha era vorbitoare de ucraineană (89,16%), existând în minoritate și vorbitori de rusă (10,84%).